# Ghanas herrlandslag i fotboll
Ghanas herrlandslag i fotboll, även känt som Black Stars, representerar Ghana i fotboll på herrsidan.

## Historia
Ghana spelade sin första landskamp den 28 maj 1950, och vann med 1-0 hemma mot Nigeria, i en tid då Ghana fortfarande hette Guldkusten. 1963 kom den första stora framgången då Ghana vann Afrikanska mästerskapet. Ghana har haft stora framgångar med sina ungdomslandslag och i OS, med OS-brons 1992 som topp. 
Laget kvalificerade sig för sitt första VM, i Tyskland 2006, genom att besegra bland andra Sydafrika i kvalet. I VM gjorde Ghana en fin insats med segrar mot Tjeckien och USA i en svår grupp och avancemang till åttondelsfinal. Där blev det dock förlust mot Brasilien med 0-3.
Ghana var med även 2010. Ghana vann sin första match med 1-0 mot Serbien efter mål av Asamoah Gyan. I nästa match spelade man 1-1 mot Australien. I nästa match mot blivande bronsmedaljörerna Tyskland kunde man ha säkrat gruppsegern. Men Ghana förlorade med 0-1 och slutade tvåa i gruppen istället. I åttondelsfinalen väntade USA. Ghana gjorde  1-0 redan efter 5 minuter, men USA kvitterade i andra halvlek. Efter ett par minuter i förlängningen gjorde Ghana 2-1 och nu var man i kvartsfinal. Sulley Muntari gjorde 1-0 före paus men Uruguay kvitterade senare. I förlängningen blev det inga mål, men i sista minuten av den andra förlängningskvarten tog Luis Suárez bollen med handen i straffområdet och Ghana fick en straff som Gyan slog. Gyan blev 
syndabock då han sköt ribba ut, en straff som kunnat ta Ghana till semifinal. Senare förlorade man genom straffläggning. Men Ghana var ändå hjältar för sitt land.

### Afrikanska mästerskapet
Ghana var för första gången redan med 1963. I första matchen spelade man 1-1 mot Tunisien. Sedan i sista matchen slog man före detta en av Afrikas bästa lag Etiopien med 2-0 som räckte till en finalplats. Man slog Sudan klart i finalen med 3-0.
1965 blev igen lyckad. Under första matchen spelade man strålande och slog DR Kongo klart med 5-2. I sista matchen slog man Elfenbenskusten med 4-1. Man kom återigen till final. Där slog man Tunisien med 3-2. Ghana blev det andra laget efter Egypten att vinna två turneringar i rad.
1968 kvalade Ghana in till sin tredje cup. Man spelade först 2-2 mot Senegal. Sedan slog man DR Kongo med siffrorna 2-1. Sedan slog man R Kongo med 3-1 och gick igen vidare. I semifinalen slog man ut Elfenbenskusten i en holmgång med hela 4-3. Man förlorade sedan finalen med 0-1 mot DR Kongo. 
1970 tog man revansch mot DR Kongo och vann med 2-0. Sedan spelade man oavgjort mot de afrikanska mästarna Egypten (1-1). Man spelade även 1-1 mot Guinea i den avslutande matchen. I semifinalen slog man ut Elfenbenskusten när man vann med 2-1 i förlängning. Man kom till sin fjärde raka final. Den blev förlorad återigen med 0-1 men mot Sudan. Ghana blev det första laget att nå fyra raka finaler.
Det skulle dröja till 1978 tills man var tillbaka. Man slog Zambia med 2-1 i första matchen. Sedan fick man nöja sig med 1-1 mot Nigeria. Sedan slog man enkelt Burkina Faso (ända tills 1984 kallad Upper-Volta) med klara 3-0. I semifinalen slog man ut Tunisien med 1-0. Sedan fick man äntligen fira en titel när man slog Uganda med 2-0 och tog därmed sin tredje titel. 1980 blev det ganska dåligt. Man spelade först 0-0 mot Algeriet. Sedan kunde man slå Guinea med 1-0. Men det blev förlust i sista matchen mot Marocko med 0-1. Marocko gick vidare med Algeriet, det var tack vare fler gjorda mål. Marocko gjorde 2 och Ghana 1. 
1982 gick det bättre i alla fall. Först spelade man 2-2 mot Libyen (silvermedaljörer). Sedan fick man 0-0 mot Kamerun. Nu var man tvungen att vinna sista matchen. Man vann den med 1-0 mot Tunisien, vilket räckte. I semifinalen slog man ut Algeriet med 3-2. I finalen slog man Libyen på straffar och tog därmed sin fjärde titel innan Egypten slog den 2006.
1984 skulle inte bli sann. I första matchen förlorade man med 1-2 mot Nigeria. I andra matchen förlorade man med 0-2. Det hjälpte inte att Ghana vann med 1-0 mot Malawi i sista matchen - 2 poäng räckte inte.
1992 var man äntligen tillbaka. I första matchen slog man Zambia med 1-0. I sista matchen slog man Egypten sensationellt med 1-0. I kvartsfinalen slog man ut R Kongo med 2-1. I semifinalen blev det en 2-1-vinst mot Nigeria. I finalen förlorade man mot Elfenbenskusten på straffar. 
1994 var man tillbaka. Man slog Guinea och Senegal i gruppen med vardera 1-0. I kvartsfinalen föll man med 1-2 mot Elfenbenskusten igen.
I första matchen 1996 slog man Elfenbenskusten och Moçambique med vardera 2-0. Sedan slog man Tunisien med 2-1. I kvartsfinalen slog man ut Zaïre med 1-0. I semifinalen förlorade man med hela 0-3 mot de blivande Sydafrika. I bronsmatchen förlorade man med 1-0 mot Zambia.
1998 var man tillbaka. Man slog Tunisien med 2-0. Sedan blev de 1-2-förlust mot Togo fast man hade fortfarande chans att gå vidare. Sedan blev det 0-1-förlust mot DR Kongo. Ghana hade inte åkt ut i gruppen sedan 1984. 2000 blev man värdland. Man fick först 1-1 mot Kamerun. Sedan slog man Togo med 2-0. Sedan förlorade man med 0-2 mot Elfenbenskusten. Kvartsfinalen blev förlorad efter 0-1 mot Sydafrika. 
2002 var man tillbaka. Man spelade 0-0 mot vardera Sydafrika och Marocko och slog Burkina Faso med 2-1. Kvartsfinalen blev förlorad mot Nigeria. 
2006 skulle inte bli deras turnering. I första matchen förlorade man sensationellt mot Nigeria med 0-1. I nästa match väntade Senegal. Efter 13 minuter fick Ghanas Matthew Amoah en tå på bollen på ett inlägg. Den vann Ghana med 1-0. Mot Zimbabwe förlorade man med 1-2. Då hade Ghana reducerat på övertid. Man slogs ut ur gruppen. 
2008 var Ghana värd och gjorde en av sina bästa turneringar någonsin efter silvret 1992. Ghana vann samtliga matcher i gruppspelet med 2-1 mot Guinea efter ett sent avgörande, 1-0 mot Namibia samt 2-0 mot Marocko. I kvartsfinalen skrällslog man Nigeria med 2-1 efter mål av Michael Essien och Junior Agogo. Nigerianerna hade inte kommit sämre än semifinal sedan 1982. I semifinalen blev den en stor besvikelse då Ghana åkt ut mot Kamerun med 0-1. Som tröst tog Ghana brons efter 4-2 mot Elfenbenskusten i bronsmatchen då Ghana vänt 1-2-underläge. Michael Essien och Sulley Muntari var de från Ghana som blev valda till allstar laget. Målvakten Richard Kingson blev även vald till avbytarmålvakt i allstar laget.
I 2010 års cup har Ghana börjat skrällaktigt trots ett skadedrabbat lag. Trots en 1-3-förlust i första matchen gjorde Ghana inte bort sig då Michael Essien saknades. I ödesmatchen tog Ghana hem en 1-0-seger mot Burkina Faso och det räckte till en biljett till kvartsfinalen. En 1-0-seger över värden Angola i kvartsfinalen förde dem till semifinal där de slog Nigeria med 1-0. I finalen förlorade man dock mot Egypten med 0-1 efter att Gedo gjort matchens enda mål i 85:e minuten.

## Spelare

### Nuvarande trupp
Följande spelare var uttagna till Världsmästerskapet i fotboll 2022.
| Nr | Pos. | Namn                  | Födelsedatum (ålder) | Matcher | Mål |               | Klubb                  |
| -- | ---- | --------------------- | -------------------- | ------- | --- | ------------- | ---------------------- |
| 1  | MV   | Lawrence Ati-Zigi     | 29 november 1996     | 11      | 0   | Schweiz       | St. Gallen             |
| 12 | MV   | Ibrahim Danlad        | 2 december 2002      | 4       | 0   | Ghana         | Asante Kotoko          |
| 16 | MV   | Abdul Manaf Nurudeen  | 8 februari 1999      | 2       | 0   | Belgien       | Eupen                  |
|    |      |                       |                      |         |     |               |                        |
| 2  | F    | Tariq Lamptey         | 30 september 2000    | 2       | 0   | England       | Brighton & Hove Albion |
| 3  | F    | Denis Odoi            | 27 maj 1988          | 4       | 0   | Belgien       | Club Brugge            |
| 4  | F    | Mohammed Salisu       | 17 april 1999        | 3       | 1   | England       | Southampton            |
| 14 | F    | Gideon Mensah         | 18 juli 1998         | 12      | 0   | Frankrike     | Auxerre                |
| 15 | F    | Joseph Aidoo          | 29 september 1995    | 11      | 0   | Spanien       | Celta Vigo             |
| 17 | F    | Baba Rahman           | 2 juli 1994          | 48      | 1   | England       | Reading                |
| 18 | F    | Daniel Amartey        | 21 december 1994     | 46      | 0   | England       | Leicester City         |
| 23 | F    | Alexander Djiku       | 9 augusti 1994       | 18      | 1   | Frankrike     | Strasbourg             |
| 26 | F    | Alidu Seidu           | 4 juni 2000          | 4       | 0   | Frankrike     | Clermont               |
|    |      |                       |                      |         |     |               |                        |
| 5  | MF   | Thomas Partey         | 13 juni 1993         | 40      | 13  | England       | Arsenal                |
| 6  | MF   | Elisha Owusu          | 7 november 1997      | 3       | 0   | Belgien       | Gent                   |
| 8  | MF   | Daniel-Kofi Kyereh    | 8 mars 1996          | 15      | 0   | Tyskland      | SC Freiburg            |
| 10 | MF   | André Ayew            | 17 december 1989     | 110     | 23  | Qatar         | Al-Sadd                |
| 13 | MF   | Daniel Afriyie        | 26 juni 2001         | 7       | 3   | Ghana         | Hearts of Oak          |
| 20 | MF   | Mohammed Kudus        | 2 augusti 2000       | 18      | 4   | Nederländerna | Ajax                   |
| 21 | MF   | Salis Abdul Samed     | 26 mars 2000         | 1       | 0   | Frankrike     | Lens                   |
|    |      |                       |                      |         |     |               |                        |
| 7  | A    | Abdul Fatawu Issahaku | 8 mars 2004          | 13      | 1   | Portugal      | Sporting Lissabon      |
| 9  | A    | Jordan Ayew           | 11 september 1991    | 84      | 19  | England       | Crystal Palace         |
| 11 | A    | Osman Bukari          | 13 december 1998     | 7       | 1   | Serbien       | Röda stjärnan Belgrad  |
| 19 | A    | Iñaki Williams        | 15 juni 1994         | 3       | 0   | Spanien       | Athletic Bilbao        |
| 22 | A    | Kamaldeen Sulemana    | 15 februari 2002     | 13      | 0   | Frankrike     | Rennes                 |
| 24 | A    | Kamal Sowah           | 9 januari 2000       | 1       | 0   | Belgien       | Club Brugge            |
| 25 | A    | Antoine Semenyo       | 7 januari 2000       | 4       | 1   | England       | Bristol City           |

## Kända spelare
- Anthony Yeboah
- Samuel Osei Kuffour
- Michael Essien
- Sulley Muntari
- Derek Boateng
- John Mensah
- John Paintsil
- Kevin-Prince Boateng
- Abédi Pelé